# Friedrich Keil (Komponist)
Friedrich Keil (* 28. Juli 1957 in Wien) ist ein österreichischer Komponist.

## Leben
Friedrich Keil besuchte das Musikgymnasium Wien und erhielt an der Musik und Kunst Privatuniversität der Stadt Wien Unterricht in Komposition bei Rüdiger Seitz. Im Jahr 1976 maturierte er am Musikgymnasium Wien. In den Jahren von 1979 bis 1984 studierte Keil an der Musik und Kunst Privatuniversität der Stadt Wien Komposition bei Kurt Schwertsik. Im Anschluss daran war er bis zum Jahr 1988 Kompositionsschüler bei Friedrich Cerha an der Universität für Musik und darstellende Kunst Wien.
Es schlossen sich weitere Studien in Violine, Gambe, Zwölftonspiele und Jazztheorie an.
Im Jahr 1981 war Keil Mitbegründer des Wiener Jozquin-Ensemble. Im Jahr 1989 war er Mitbegründer der Komponisten- und Künstlervereinigung Ambitus.
Von 1990 bis 2013 widmete sich Keil der experimentellen künstlerischen Arbeit mit behinderten Jugendlichen am Therapieinstitut Keil in Wien.

## Auszeichnungen
- 1989: Theodor-Körner-Fonds Förderungspreis
- 1995: Förderungspreis der Stadt Wien[3]
- 1998: Staatsstipendium der Republik Österreich für Komposition

## Werke (Auswahl)

### Ensemblemusik
- Lieder nach Texten von Wolfgang Borchert – Duo für Flöte und Klavier mit Solostimme Alt (1983)[4]
- Lieder nach Texten von Paul Celan – Duo für Klavier und Violine mit Solostimme (1983)[4]
- in Fortsetzung – Besetzung: zwei Flöten, zwei Klarinetten, zwei Violinen, zwei Violoncelli, Trompete und Posaune (1983–1984)[4]
- Consort-suite – Quartett für vier Gamben (1984)[4]
- Ein halbes Jahrhundert Werk – Erstes Streichquartett für zwei Violinen, zwei Violas und Violoncello (1987)[4]
- Der Vergänglichkeit ein Denkmal setzen – Duo für Violine und Klavier (1987)[4]
- Marriage blessing – Sextett für Flöte, Oboe, Gitarre, Violine, Violoncello und Kontrabass mit Duett Sopran und Tenor, Text: William Shakespeare (1987)[4]
- Wer aber den Kopf verliert – Lieder nach Texten von H. C. Artmann (1988/1996)[4]
- Winters Frühlingsmusik – Quartett für vier Kontrabässe (1988)[4]
- Pikante Aufstriche – Duo für zwei Viole da Gamba (1988)[4]
- du efeu grün – Trio für Klavier, Viola und Violoncello mit Solostimme, Text: H. C. Artmann (1989)[4]
- turnaround × 3 – Trio für Flöte, Bassklarinette und Klavier (1991)[4]
- songlines I – Duo für Perkussion und präpariertes Klavier (1991)[4]
- Szenen aus dem Garten des Hieronymus van Aken – Oktett für Flöte, Klarinette, Trompete, Posaune, Perkussion, Vibraphon, Kontrabass und Elektrische Gitarre (1993)[4]
- Niederbayrische Hochzeitsmusik – Duo für Violine und Viola da Gamba (1993)[4]
- und täglich teil ich hundert Mäulchen aus – Quartett für Schlagzeug, Klavier, Kontrabass und Elektrische Gitarre mit Solostimme (w) (1993)[4]
- Chronische Intervention – Quartett für Flöte, Klarinette, Klavier und Violine (1994)[4]
- Senhal – L’anima afflitta – Töne aus dem Verborgenen, Sextett für zwei Violinen, Sopranblockflöte, Cembalo, Viola da Gamba und Kontrabass (1994)[4]
- Blue S Ampel – Trio für Sopransaxophon, Klavier und Elektrische Gitarre (1994)[4]
- Mund Art Madrigal – ein determinisiertes Echtzeit Quodlibet, Quartett für Sopransaxophon, Altsaxophon, Tenorsaxophon und Baritonsaxophon mit Live Elektronik (1994)[4]
- Songlines two (three for four) – Trio für Klarinette, Klavier und Kontrabass (1994)[4]
- Di(e) – S – Tanzen – Trio für Posaune, Vibraphon und Kontrabass (1995)[4]
- Da Da Hert Berührung – Duo für Klavier und elektrische Gitarre mit Solostimme (1996)[4]
- No time – fo(u)r childs – Septett für zwei Violinen, Klarinette, Klavier, Violoncello und Kontrabass (1997)[4]
- Zerbrechte Stückungen – Trio für Violine, Viola und Violoncello, mit Solostimme (w) (1998)[4]
- Chiffren – con sense – Duo für Klavier vierhändig (1999)[4]
- Mosaik – Quintett für Flöte, Klarinette, Violine, Violoncello und Kontrabass (2000)[4]
- Chiffren – Varietas – Quartett für Klarinette, Posaune, Klavier und Violoncello (2001)[4]
- rolling stones – murmeln – Duo für zwei Klaviere (2002)[4]
- tunes for j – Trio für zwei Flöten und Klavier (2003)[4]
- Sonett CX Shakespeare – Trio für Sopranblockflöte, Akkordeon und Violoncello mit Vokalsextett, Text: William Shakespeare (2004)[4]
- Mask – Sextett für Tenorsaxophon, Trompete, Posaune, Klavier, Violine und Violoncello mit Altflöte solo (2005)[4]
- deep blue – Quartett für zwei Tenorsaxophone und zwei Baritonsaxophone (2006)[4]
- turnaround suite 2 – Quartett für Bassklarinette, Perkussion, Gitarre und Violoncello (2007)[4]
- book of fancys part four – four parts – Quartett für vier Viole da Gamba (2008)[4]

### Solomusik
- Dreh– und Andreh–Werke – Solo für Klavier (1984)[4]
- Strophen – Solo für Klavier (1987)[4]
- Kaleidoskop – Solo für Klavier (1989)[4]
- Music for a while – Solo für Violine (1989)[4]
- tangram – Solo für Violine (1989)[4]
- memoriam – Solo für Klavier (1991)[4]
- Kirchstettner Edition – Solo für Klavier (1994)[4]
- Taktlos minimal artig – Solo für Altflöte (1996)[4]
- Ricercare – Variationen zu „Mille Regretz“ von Josquin des Prés (1998)[4]
- Wie die Gestalt eines Schimmels – Solo für Violine (2002)[4]
- Kehraus – Solo für Akkordeon (2002)[4]
- air a m – Solo für Violoncello (2003)[4]
- springtime rondeau – Solo für Gitarre (2003)[4]
- fantasia – Solo für Sopranblockflöte (2004)[4]
- fantasia mecanique – Solo für Klavier (2004)[4]
- transit – Solo für Bassblockflöte (2005)[4]
- fantasia for ten flöte – Solo für Tenorflöte (2005)[4]
- Minimal Rock – Solo für Klavier (2005)[4]
- lyrics – Solo für Klavier (2006)[4]
- labyrinth – Solo für präpariertes Klavier (2006)[4]
- Das kleine Klavier – Solo für Klavier (2007)[4]
- anima – Solo für Klavier (2007)[4]
- sonatina mecanique – Solo für Klavier (2008)[4]

### Geistliche Musik
- Messe – vocal – für gemischten Chor, lateinisch (1981)[4]
- Gebetskette – Solo für gemischten Chor (1983/1984)[4]
- Missa Ossi – Solo für Orgel und Solo für hohe Stimme (lateinisch) (2003)[4]

### Bühnenmusik
- Der große Narr – Musik zum Theaterstück von Friedl Hofbauer (1990)[4]
- Hieronymus Bosch – Musik zum Theaterstück von Alexander Melach (1991)[4]
- Der Sturm – Musik zum Theaterstück (1992)[4]